# Barnen ifrån Frostmofjället
Barnen ifrån Frostmofjället är en klassisk barnbok av Laura Fitinghoff utgiven 1907, som betraktas som Sveriges första stora realistiska barnroman. Boken handlar om en syskonskaras mödosamma vandring över fjällmarker för att slippa fattigstugan och hitta ett bättre liv. Deras far har dött tidigare och när modern också har dött i lungsoten börjar barnen sin vandring tillsammans med geten Gullspira. Äldsta barnet Ante är då tretton år gammal.
Genom hela boken skildras en rädsla för spriten, kanske tydligast i den scen då några äldre grabbar försöker förmå Ante, präktigheten själv, att dricka kaffekask.
Boken har även filmatiserats, som Barnen från Frostmofjället.